# 146442 Dwaynebrown
146442 Dwaynebrown è un asteroide della fascia principale. Scoperto nel 2001, presenta un'orbita caratterizzata da un semiasse maggiore pari a 2,4212065 au e da un'eccentricità di 0,1297702, inclinata di 2,20650° rispetto all'eclittica.